# This Sporting Life
This Sporting Life is een Britse dramafilm uit 1963 onder regie van Lindsay Anderson. De film is gebaseerd op de gelijknamige roman uit 1960 van de Britse auteur David Storey.

## Verhaal
Frank Machin is een Noord-Engelse mijnwerker die furore maakt in het rugby. Hij staat bekend als een harde en arrogante speler. Zijn relatie met de jonge weduwe Margaret is alleen gebouwd op seksuele aantrekking, maar kent geen diepgang. Op een bruiloftsfeest krijgen Margaret en hij ruzie en verlaat ze hem.

## Rolverdeling
- Richard Harris: Frank Machin
- Rachel Roberts: Mrs. Margaret Hammond
- Alan Badel: Gerald Weaver
- William Hartnell: Dad Johnson
- Colin Blakely: Maurice Braithwaite
- Vanda Godsell: Mrs. Anne Weaver
- Arthur Lowe: Charles Slomer
- Jack Watson: Len Miller